# Renzo Piano

Renzo Piano (sinh ngày 14 tháng 9 năm 1937 tại Genova, Ý) là một trong số những kiến trúc sư nổi tiếng làm nên bộ mặt kiến trúc thế kỷ 20. Ông theo học tại trường Kỹ thuật Milano. Từ 1965 đến 1970, Piano làm việc cùng với Louis Kahn và Makowsky. Ông cộng tác với Richard Rogers từ 1971 đến 1977. Họ đã cho ra đời công trình nổi tiếng Trung tâm văn hóa Georges Pompidou hay còn gọi là Trung tâm Beaubourg ở thủ đô Paris của Pháp vào năm 1977. Công trình biểu hiện vẻ đẹp của công nghệ mới, bộc lộ các loại cấu trúc, thang máy, đường ống ra ngoài, tạo nên một vẻ đẹp khỏe khoắn. Một điểm lý thú của công trình này ba màu của quốc kì Pháp được ẩn sau lớp khung thép và ống của công trình. Công trình này được xem như sự thể hiện các ước mơ của nhóm Archigram.
Công trình sân bay quốc tế Kansai trên một hòn đảo nhân tạo, gần Osaka, Nhật Bản được xem như một trong những kì quan của kỹ thuật thế kỷ 20. Ông còn là tác giả của một số các bảo tàng như Bảo tàng Menil (Menil Collection) ở Houston, Mỹ năm 1986, được xem như một tác phẩm mỹ nghệ kỹ thuật cao với giải pháp tinh tế để lọc ánh sáng qua mái xuống gian trưng bày. Các bảo tàng khác như Bảo tàng Paul Klee ở Bern, Thụy Sĩ, bảo tàng của Quỹ Beyeler ở Basel, Thụy Sĩ và phần mở rộng Bảo tàng nghệ thuật Hight ở Atlanta (High Museum of Art), Mỹ, năm 2005.
Năm 2002, một tuyệt tác của ông được hoàn thành là Phòng biểu diễn nhạc thính phòng (Auditorium-Parco della Musica) ở Roma. Công trình này với 3 phòng biểu diễn có sức chứa 2800, 1200 và 700 khán giả, cùng với một nhà hát ngoài trời và một công viên. Đây là công trình biểu diễn nghệ thuật lớn nhất châu Âu. Năm 2003, công trình nhà thờ Padre Pio Pilgrimage được hoàn thành. Đây là công trình có sức chứa tới 6500 người bên trong và 30000 người bên ngoài. Ông còn là tác giả của nhiều cầu, sân vận động và xa lộ.
Với những cống hiến của mình, ông được nhận giải thưởng Pritzker năm 1998 và là Đại sứ thiện chí của Liên Hợp Quốc. Hiện giờ, trụ sở chính hãng thiết kế kiến trúc Renzo Piano và cộng sự đặt tại Genova, Ý.

## Các dự án chính
- IRCAM, Paris, Pháp
- Trung tâm văn hóa Jean-Marie Tjibaou, Noumea, Nouvelle-Calédonie
- Bảo tàng Beyeler, Basel, Thụy Sĩ
- Gian Triển lãm Di động IBM
- Quy hoạch khu trung tâm mới của Berlin, Đức
- Mở rộng Học viện Nghệ thuật Chicago
- Cảng hàng không quốc tế Kansai, Osaka, Nhật Bản